# Sylvain Gbohouo
Sylvain Gbohouo (* 29. října 1988) je fotbalový brankář z Pobřeží slonoviny, hráč klubu Séwé Sport de San-Pédro. Nastupuje i za fotbalovou reprezentaci Pobřeží slonoviny.

## Klubová kariéra
Sylvain Gbohouo hraje ve své zemi v klubu Séwé Sport de San-Pédro.

## Reprezentační kariéra
V A-mužstvu Pobřeží slonoviny debutoval 6. 7. 2013 v kvalifikačním zápase v Kaduně proti domácímu týmu Nigérie (porážka 1:4).
Zúčastnil se Mistrovství světa 2014 v Brazílii, kde reprezentace Pobřeží slonoviny vypadla v základní skupině C. Byl náhradníkem Boubacara Barryho a nezasáhl do žádného ze tří zápasů družstva na šampionátu.
Zúčastnil se i Afrického poháru národů 2015 v Rovníkové Guineji. Na turnaji byl tentokrát brankářskou jedničkou a Boubacar Barry jeho náhradníkem, ale před finále proti Ghaně se zranil a do brány musel Barry. Ten se stal hrdinou zápasu a pomohl získat zlaté medaile.